# 米科·莱诺宁
米科·莱诺宁（芬蘭語：Mikko Leinonen，1955年7月15日—），芬兰男子冰球运动员，场上位置是前锋。他曾代表芬兰国家队参加1980年冬季奥林匹克运动会冰球比赛，获得第四名。